# Bois-le-Roi (Eure)
Bois-le-Roi is een gemeente in het Franse departement Eure (regio Normandië). De plaats maakt deel uit van het arrondissement Évreux. Bois-le-Roi (Eure) telde op 1 januari 2022 1.234 inwoners.

## Geografie
De oppervlakte van Bois-le-Roi bedroeg op 1 januari 2022 5,42 vierkante kilometer; de bevolkingsdichtheid was toen 227,7 inwoners per km².

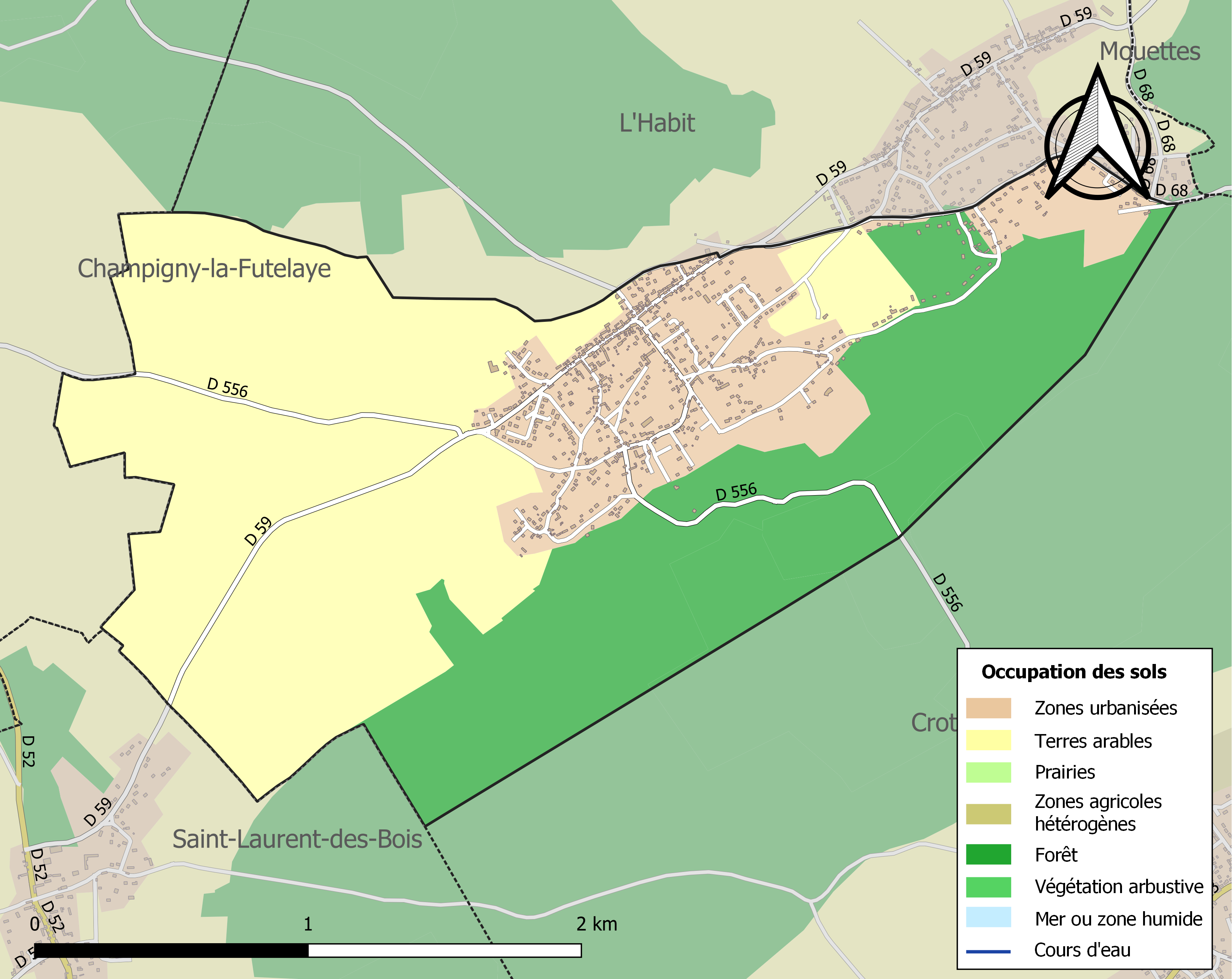
Kaart van de gemeente met belangrijkste infrastructuur, bodemgebruik en omliggende gemeenten

## Demografie
Onderstaande figuur toont het verloop van het inwonertal (bron: INSEE-tellingen).